# 김현태 (군인)
김현태(金賢泰, 1977년~)은 대한민국의 군인이다. 특수작전 병과 전문가로서, UAE 군사훈련협력단 단장, 대테러센터, 제707특수임무단 단장을 지냈다. 2024년 대한민국 비상계엄에서 직접 병력을 이끌고 국회의사당에 진입하였다. 2025년 국방부에 의해서 보직해임 조치를 받았다.